# هابل (نبراسکا)
هابل(به انگلیسی: Hubbell) شهری در ایالت نبراسکا کشور ایالات متحده آمریکا است که جمعیت آن در سرشماری سال ۲۰۱۰ میلادی، ۶۸ نفر بوده‌است.